# Додин, Давид Абрамович
Дави́д Абра́мович До́дин (13 ноября 1935 — 21 апреля 2020) — советский и российский геолог и геохимик, специалист по магматогенным образованиям и связанными с ними рудными месторождениями, член-корреспондент РАН (2000).

## Биография
Родился 13 ноября 1935 года в Ленинграде, в семье доктора геолого-минералогических наук, профессора Абрама Львовича Додина и врача-педиатра Цили Абрамовны Добкес.
В 1958 году — окончил Ленинградский горный институт, специальность «Геологическая съемка и поиски твердых полезных ископаемых», затем был направлен по распределению в Научно-исследовательский институт геологии Арктики (сейчас это ВНИИОкеангеология).
В период с 1958 по 1964 годы — принимал участие в открытии крупнейших в мире Талнахского и Октябрьского сульфидных платиноидно-медно-никелевых месторождений.
С 1964 по 1985 годы — начальник Тематической геолого-геохимической и Североземельской партий, заведующий минералого-геохимической лабораторией в Норильске, принимал активное участие в изучении закономерностей строения и вещественного состава руд норильских месторождений и разработке системы прогнозно-поисковых комплексов.
В 1967 году — защитил кандидатскую диссертацию, тема: «Петрология траппов Восточного Хараелаха».
В 1982 году — защитил докторскую диссертацию, тема: «Магматические комплексы северо-запада Сибирской платформы и их никеленосность».
В 2000 году — избран членом-корреспондентом РАН.
Умер 21 апреля 2020 года.

### Научная деятельность
Специалист по магматогенным образованиям и связанными с ними рудными месторождениями, разработчик новых комплексных технологий прогнозирования и поисков месторождений полезных ископаемых, видный исследователь геохимии, петрологии и минерагенеза расслоенных интрузивов.
С 1985 года — руководитель направлений: «Платина России» и «Геология и минерагения Арктики и её отдельных крупных регионов».
С 1992 года разрабатывает Программу «Платина России» и как её научный руководитель объединяет, направляет и координирует деятельность крупных научных коллективов, создавая общероссийскую научную школу специалистов-платинистов.
Автор положения об Арктическом циркумполярном минерагеническом поясе, активный участник разработки системы устойчивого развития Арктики.
Участник 33 экспедиций в Арктику, из которых 29 организовал сам.

### Семья
- Отец — Абрам Львович Додин (1907—1982), доктор геолого-минералогических наук, специалист в области стратиграфии, тектоники и региональной геологии[3].
- Младший брат — Лев Абрамович Додин (род. 1944), театральный режиссёр.

## Награды
- Заслуженный деятель науки Российской Федерации (2001)
- Премия имени А. П. Карпинского Правительства г. Санкт-Петербурга и Санкт-Петербургского научного центра РАН (2003) — за монографию «Металлогения Таймыро-Норильского региона»
- Знак «Отличник разведки недр»
- Почётный разведчик недр
- Знак «Почетному полярнику»[1]

## Членство в организациях
- член Ученого Совета Минералогического общества
- член Совета Ассоциации российских полярников
- председатель спецсовета ВНИИОкеангеология
- член спецсовета Горного института
- член комиссий по присуждению премий имени выдающихся ученых Санкт-Петербурга и премий РАН имени С. С. Смирнова и О. Ю. Шмидта[1].